# Шпрайтбах
Шпрайтбах (нем. Spraitbach, алем. нем. Schproebach) — коммуна в Германии, в земле Баден-Вюртемберг.
Подчиняется административному округу Штутгарт. Входит в состав района Восточный Альб. Население составляет 3368 человек (на 31 декабря 2010 года). Занимает площадь 12,39 км².